# Pawlodarski Traktorny Sawod
Das Pawlodarski Traktorny Sawod, dt. Pawlodarer Traktorenwerk, kurz PTS oder PTZ (russisch Павлодарский тракторный завод, kurz ПТЗ) war ein zunächst sowjetischer und später kasachischer Hersteller von Traktoren. Das 1966 gegründete Unternehmen saß in Pawlodar, Kasachstan und wurde 1998 erstmals für zahlungsunfähig erklärt. Verschiedene Nachfolgegesellschaften und Investoren versuchten bis etwa 2006, eine neue Traktorenproduktion am alten Standort aufzubauen, was letztlich scheiterte. Mindestens zu sowjetischen Zeiten trug das Werk den Beinamen W. I. Lenin.

## Unternehmensgeschichte

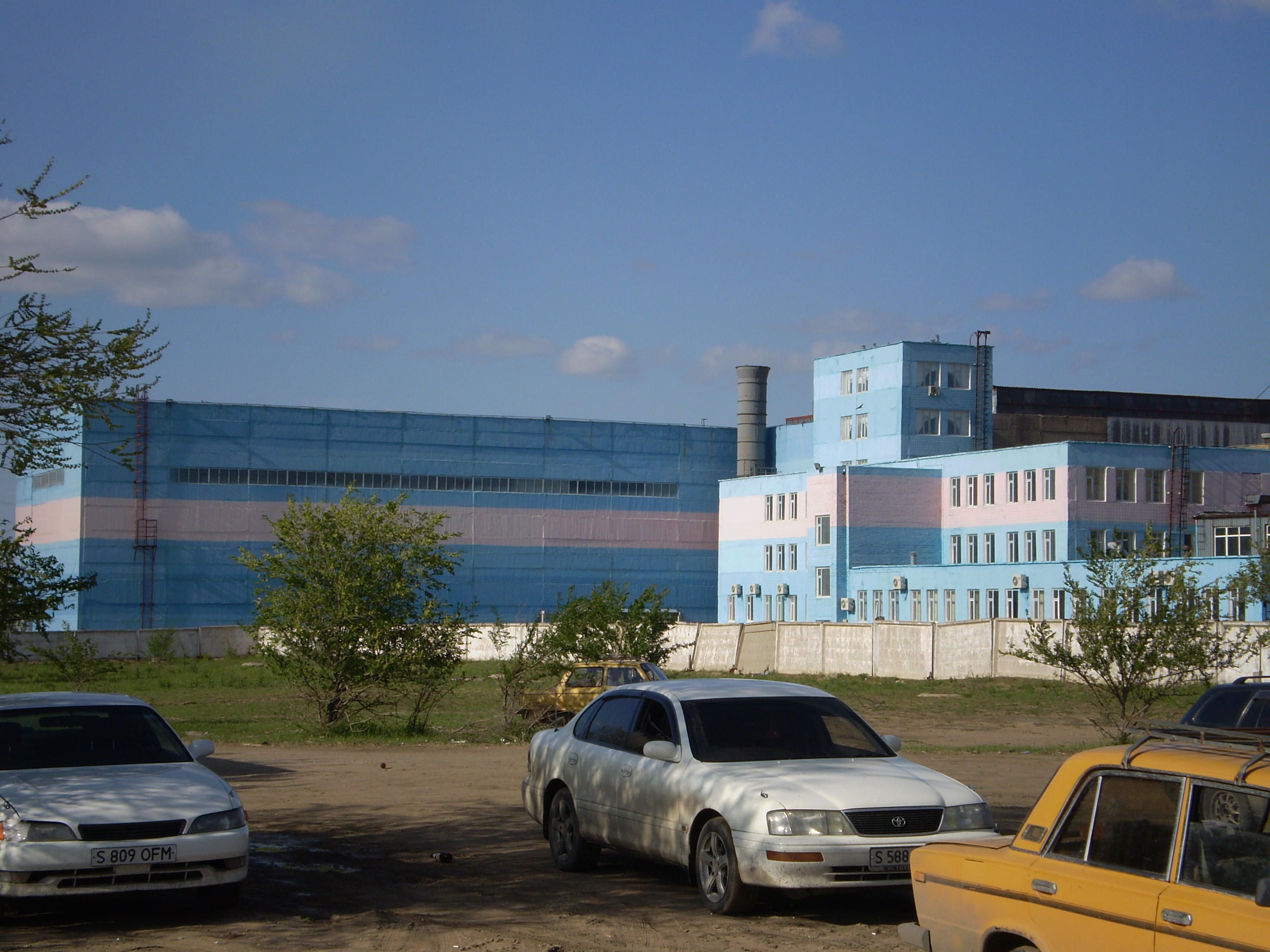
Gebäude des ehemaligen Werks in Pawlodar (2009)

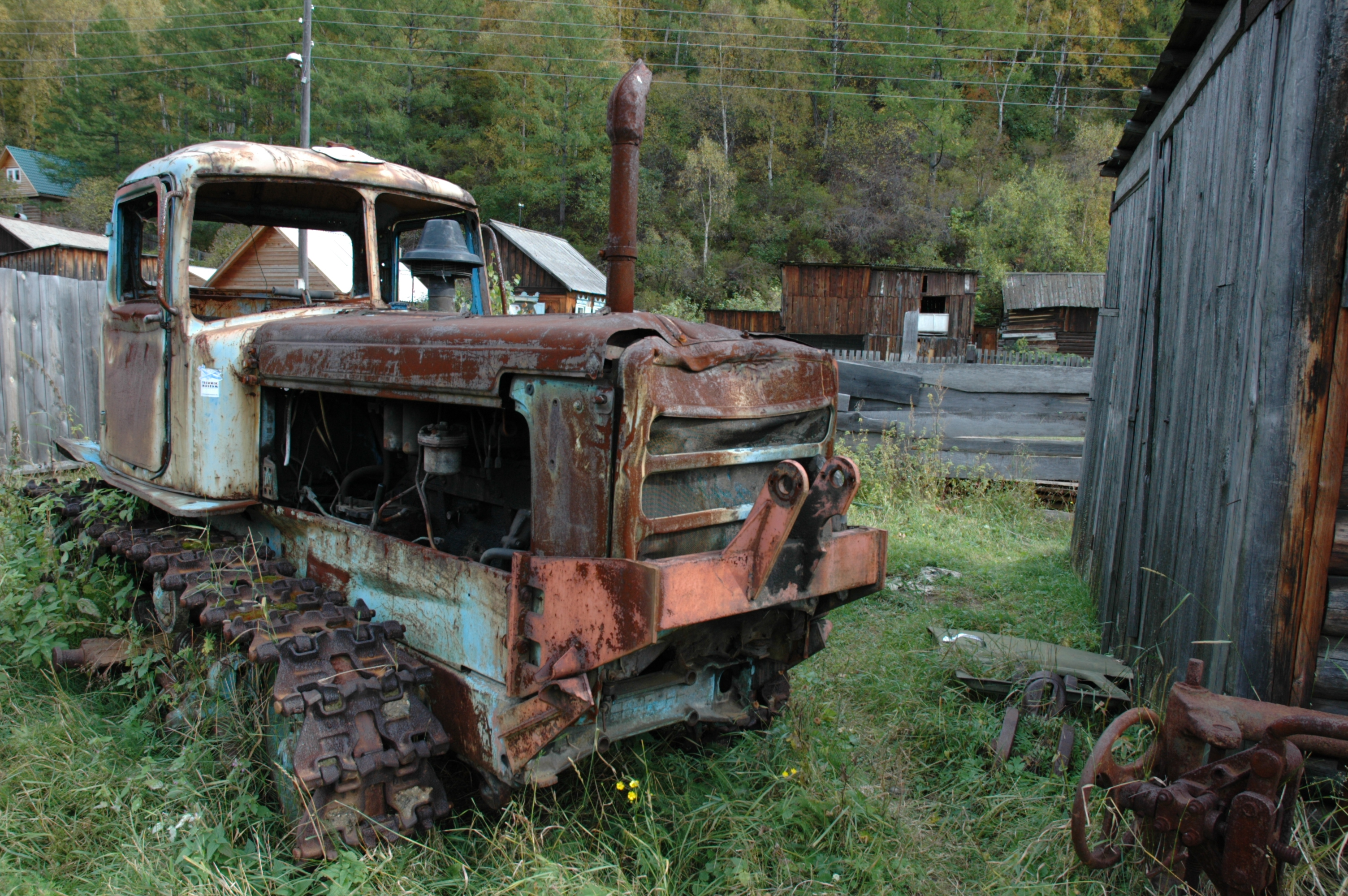
Ein DT-75 aus der Fertigung des Pawlodarer Werks, fotografiert in Listwjanka (2008)

Das Werk wurde 1966 als Pawlodarski Traktorny Sawod imeni W. I. Lenin (russisch Павлодарский тракторный завод им. В. И. Ленина) gegründet, die Traktorenproduktion startete am 12. August 1968. Gebaut wurden Traktoren vom Typ DT-75, die zusätzlich die Bezeichnung „Kasachstan“ erhielten. Das Fahrzeug war ursprünglich im Wolgogradski Traktorny Sawod entwickelt worden und wurde dort noch bis 2015 gebaut.
Die in den 1960er- und 1970er-Jahren gebauten Traktoren hatten noch die ursprüngliche runde Kabine, wurden blau lackiert und trugen den Schriftzug „Казахстан“ an der Motorhaube. Erst Mitte der 1980er-Jahre wurde mit dem DT-75ML eine modernisierte Version mit rechteckiger Kabine und abweichender Farbgebung eingeführt. 1984 war das Jahr mit dem höchsten Ausstoß in der Unternehmensgeschichte – 55.000 Traktoren wurden gebaut.
Mit dem Zerfall der Sowjetunion wurde auch das Werk in Pawlodar von schweren wirtschaftlichen Problemen getroffen. 1997 wurden noch 1879 Traktoren gebaut. 1998 wurde das Unternehmen erstmals für bankrott erklärt.
In den folgenden Jahren firmierte das Werk mehrfach um und wurde auch mehrmals verkauft. Es bestand der Plan, Traktoren der Typen MTZ-80 und MTZ-82 aus dem Minski Traktorny Sawod in Lizenz zu fertigen. Der Plan scheiterte aber, auch aufgrund diverser Fehlinvestitionen. 2006 erklärte der damalige Premierminister Kasachstans, Danial Achmetow, dass die Regierung keine Finanzmittel zur Rettung des Unternehmens bereitstellen würde.
2007 gründete ein Unternehmer auf Grundlage des alten Werks eine angeblich lizenzierte Ersatzteilproduktion für Belarus-Traktoren. Wenig später wurde er von einem kasachischen Gericht wegen Betrugs zu sieben Jahren Haft verurteilt. Die verbliebenen Maschinen wurden als Bezahlung für die Gläubiger genutzt. Seitdem sind keine weiteren Aktivitäten anderer Firmen bekannt, die eine Traktorenproduktion in Pawlodar anstreben.

## Produkte
Das Werk fertigte in seiner Geschichte im Wesentlichen nur ein einziges Traktorenmodell. Vom Kettentraktor DT-75 wurden zwischen 1968 und 1995 etwa 862.300 Exemplare in Pawlodar gebaut. Die Fertigung lief um 1998 aus. Zusätzlich wurde nach dem Zerfall der Sowjetunion ein neuer Kettenschlepper projektiert. Das Fahrzeug mit der Bezeichnung T-95.4 sollte ab 2001 gefertigt werden, erreichte jedoch nie auch nur annähernd die gleichen Stückzahlen wie der DT-75. Ob tatsächlich je Traktoren des Minski Traktorny Sawods in Lizenz gebaut wurden, ist unklar.